# 拉亞河
拉亞河是俄羅斯的河流，屬於伯朝拉河的右支流，由涅涅茨自治區和科密共和國負責管轄，河道全長332公里，流域面積約9,530平方公里，河水主要來自融雪，每年十月至翌年五月結冰。